# Paludarium

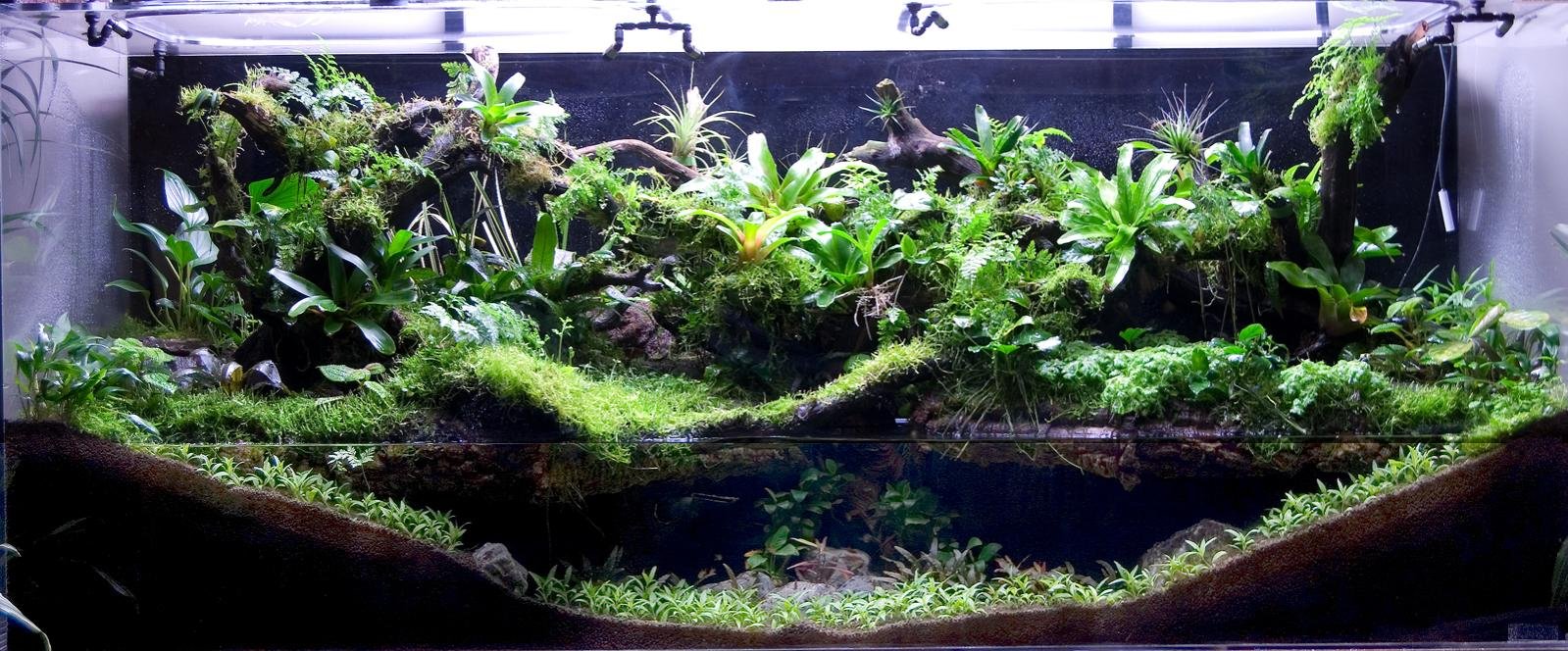
Paludarium.

Un paludarium (du latin palus, paludis, marais) est un espace fermé rempli d'eau et possédant une partie émergée (plage, rochers sortant de l'eau, plantes...). Un paludarium se présente comme un aquarium mais l'eau n'en occupe pas tout l'espace. Il sert à garder des espèces aquatiques, terrestres et amphibies dans le même milieu. Un paludarium permet de reconstituer des biotopes et des écosystèmes plus complets et surtout plus hétérogènes par rapport à un aquarium.
Un paludarium peut permettre de faire cohabiter des espèces animales très variées comme : des poissons, des crabes,  des grenouilles, des tortues, des serpents, des crocodiles... Cela dépend de la compatibilité des espèces (relations de prédation) et de la taille du paludarium.
Un paludarium peut permettre de planter des espèces de plantes se développant en terre ferme ou bien ayant besoin d'avoir une partie émergée (fleurs, feuilles...).